# Họ Chuột lang
Họ Chuột lang (danh pháp khoa học: Caviidae) là một họ động vật, hiện tại được phân loại trong cận bộ Nhím lông (Hystricognathi), phân bộ Nhím lông (Hystricomorpha) của bộ Gặm nhấm (Rodentia).

## Các chi và loài
Họ này được chia thành 3 phân họ:
- Phân họ Caviinae: Phân họ Chuột lang, gồm các loài chuột lang thật sự, bao gồm cả chuột lang nhà.
  - Chi Cavia: chi này được gọi là chuột lang (thật sự). Khoảng 9 loài.
  - Chi Galea
  - Chi Microcavia: chuột lang nhỏ
- Phân họ Dolichotinae: Phân họ chuột lang mara, gồm chuột lang mara Patagon và chuột lang mara Chaco
  - Chi Dolichotis: Chi Chuột lang mara, gồm 2 loài chuột lang mara (Dolichotis patagonum và Dolichotis salinicola)
- Phân họ Hydrochoerinae: Phân họ Chuột lang nước, gồm chuột lang nước hay capybara
  - Chi Hydrochoerus: Chi Chuột lang nước, gồm loài chuột lang nước (Hydrochoerus hydrochaeris).
  - Chi Kerodon: Chi Chuột lang đá, gồm 2 loài chuột lang đá (Kerodon acrobata và Kerodon rupestris)

## Hình ảnh

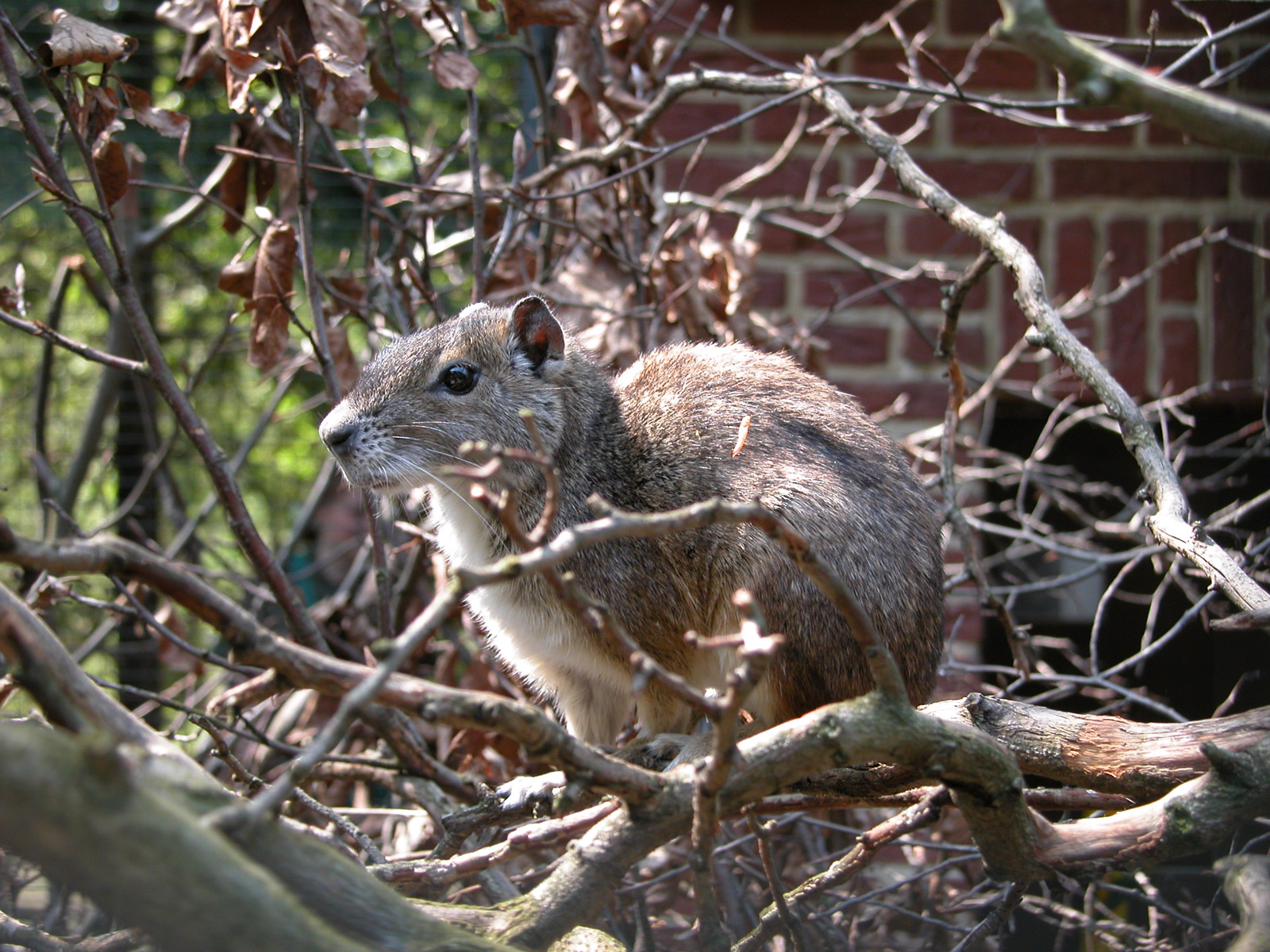
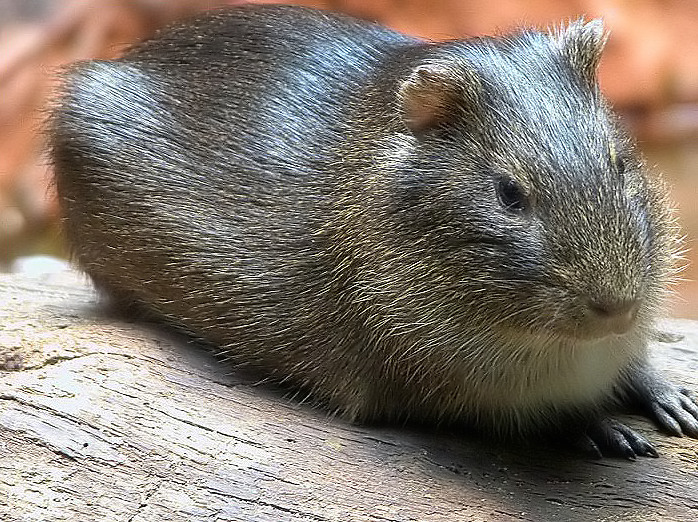
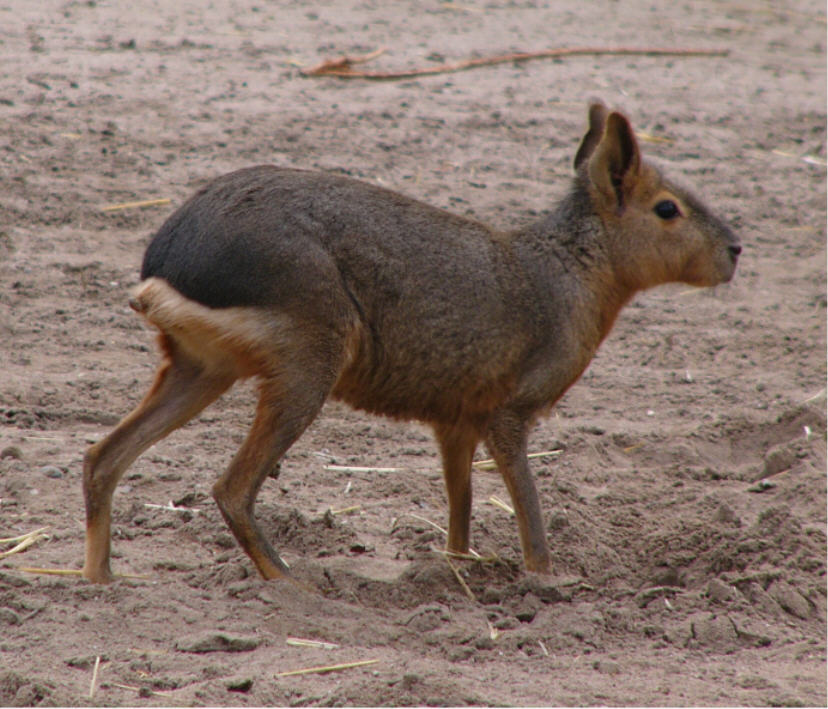